# Musée du Palais du sultanat de Malacca
Le musée du Palais du sultanat de Malacca est un musée malaisien situé à Malacca. Il a été ouvert par le Premier ministre Mahathir Mohamad le 17 juillet 1986.